# اوانجلوس ونیزلوس
اوانجلوس ونیزلوس (انگلیسی: Evangelos Venizelos؛ زادهٔ ۱ ژانویهٔ ۱۹۵۷) یک سیاست‌مدار اهل یونان است.